# Tarta de manzana

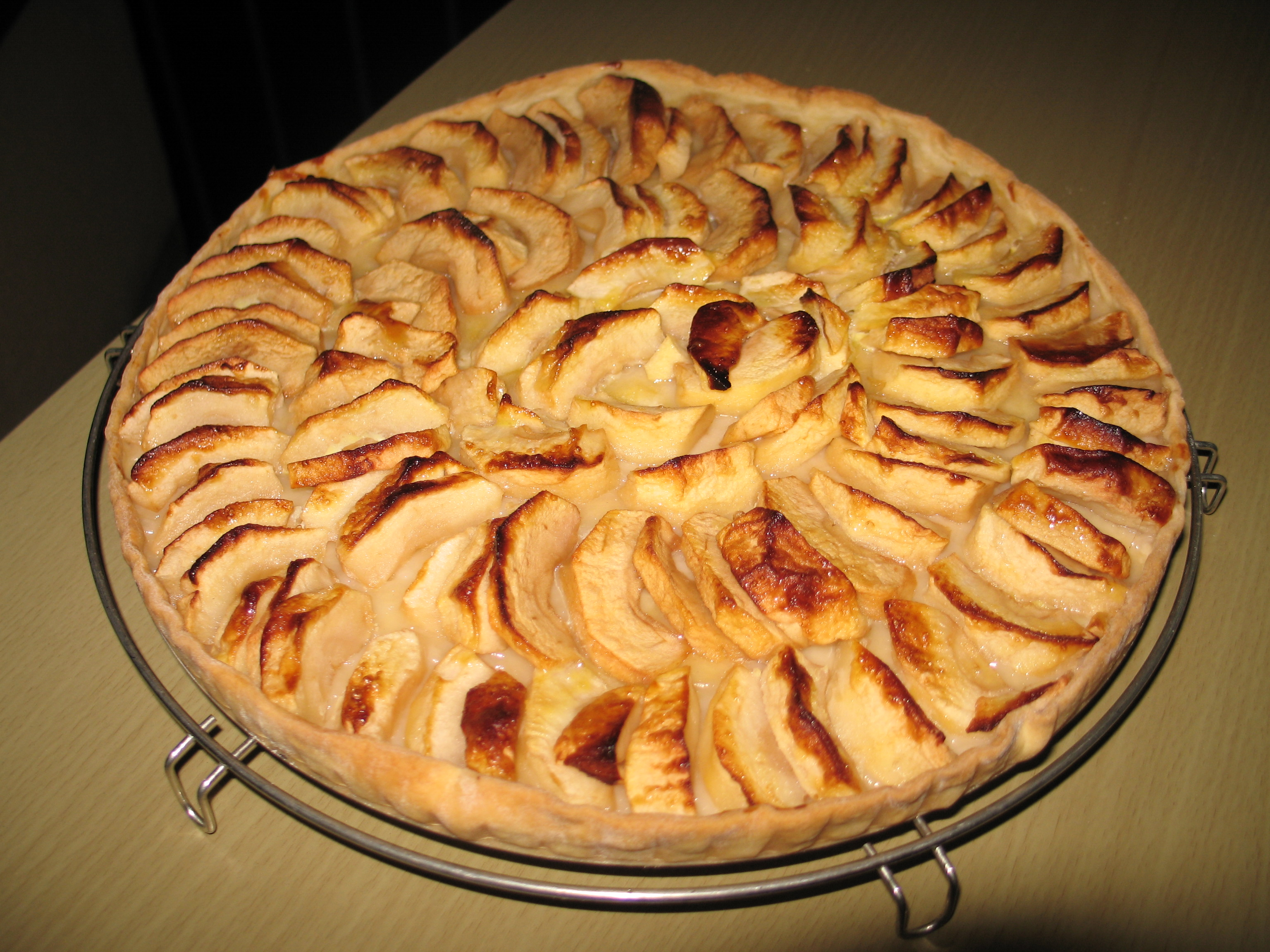
Tarta de manzana horneada.

La tarta de manzana (llamada también «pay de manzana» en muchos países hispanohablantes, como anglicismo derivado del inglés pie) es una tarta de fruta elaborada con una masa recubierta de manzana. Existen muchas variantes, y la manzana puede ser troceada o en compota. Las manzanas pueden colocarse directamente encima de la masa o sobre una base de crema. Existen variantes en las que la masa envuelve toda la fruta, como en la apple pie tradicional anglosajona, o que se elaboran al revés, colocando la masa sobre la fruta para darle luego la vuelta, como en la Tarte Tatin francesa. Es una de las tartas de fruta más populares e internacionales.

## Ingredientes

### Masa

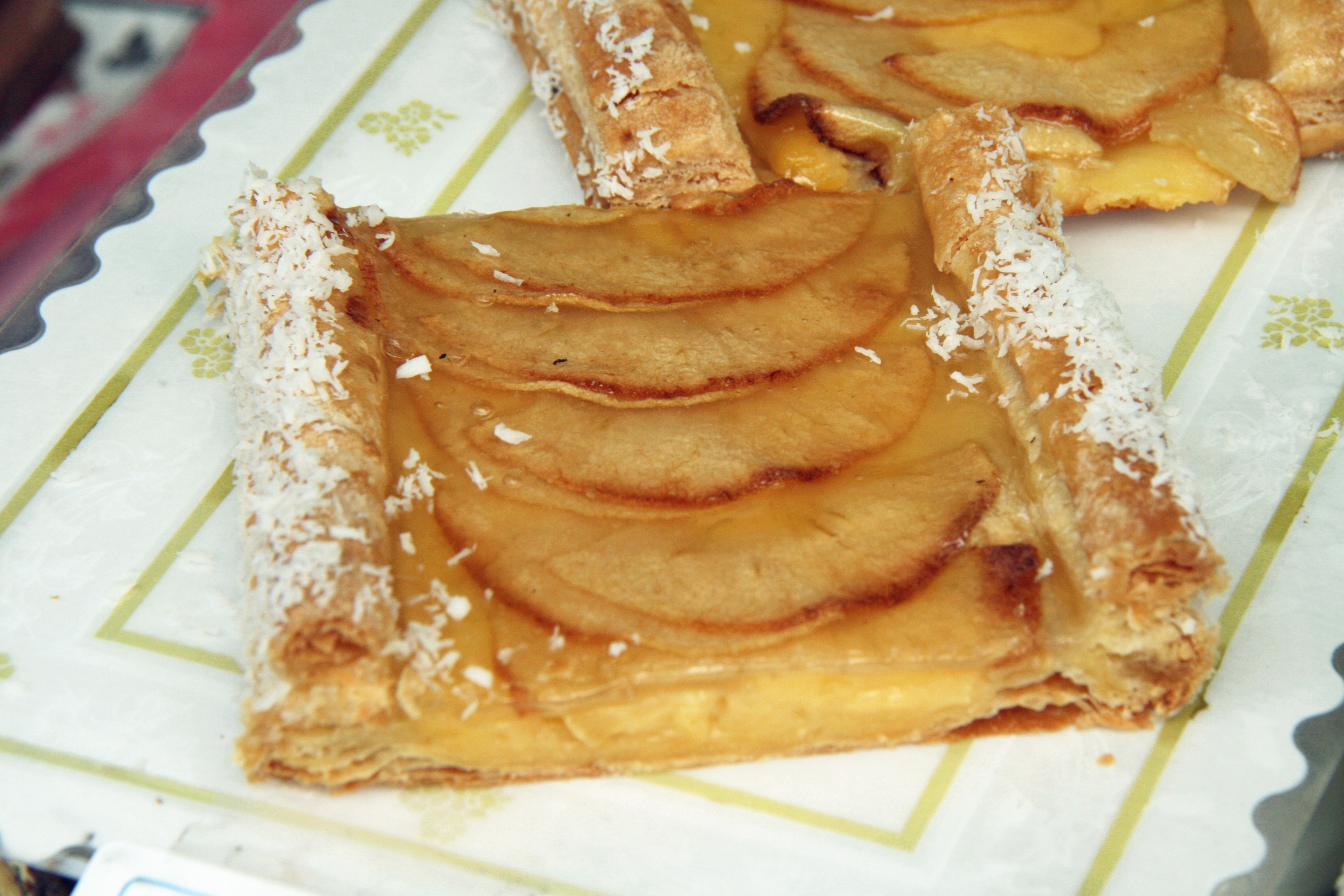
Tartitas de manzana sobre masa de hojaldre y con base de crema.

La masa de la tarta se elabora con harina de trigo, agua, mantequilla y a veces huevo. Puede ser una masa quebrada o una masa de hojaldre. Una vez amasada, se coloca la masa en el horno a mediana temperatura, y aquella debe tomar consistencia para que proporcione un buen soporte a la tarta. Algunas variantes cerradas de la tarta hacen que la manzana se cueza en su interior, haciendo la masa de envoltorio que retiene los aromas.

### Relleno
Se considera a veces que las variedades de manzanas algo ácidas son más adecuadas, con la intención de que hagan contraste con los tonos dulces del azúcar. Las variedades más empleadas son Reineta, Golden Delicious y Granny Smith, aunque cualquier variedad local sirve. Se suele utilizar manzanas frescas, y las manzanas envasadas o incluso deshidratadas suelen emplearse sólo cuando las frescas no están disponibles.
Para que la tarta no resulte demasiado seca, se tapiza a veces la masa con una capa de crema sobre la que se colocan los gajos de manzana.
Se han añadido pasas y algunas variantes australianas emplean crema en la parte superior.

### Aromas
Suele ser muy popular la inclusión de ciertas especias tales como la canela, la nuez moscada y el clavo de olor. En la mayoría de los casos la misión que cumple es la de apagar en la medida de lo posible la dulzura del azúcar y darle al sabor de la tarta un toque distintivo. Cabe decir que las recetas primigenias de esta tarta no llevaban azúcar, debido en parte a que en la Edad Media el azúcar de caña o de remolacha era considerado un lujo al alcance de muy pocos. Se recurría sin embargo a la miel.
Tradicionalmente, se puede perfumar la tarta de manzana, añadiendo zumo de limón, ron u otros licores.

## Historia

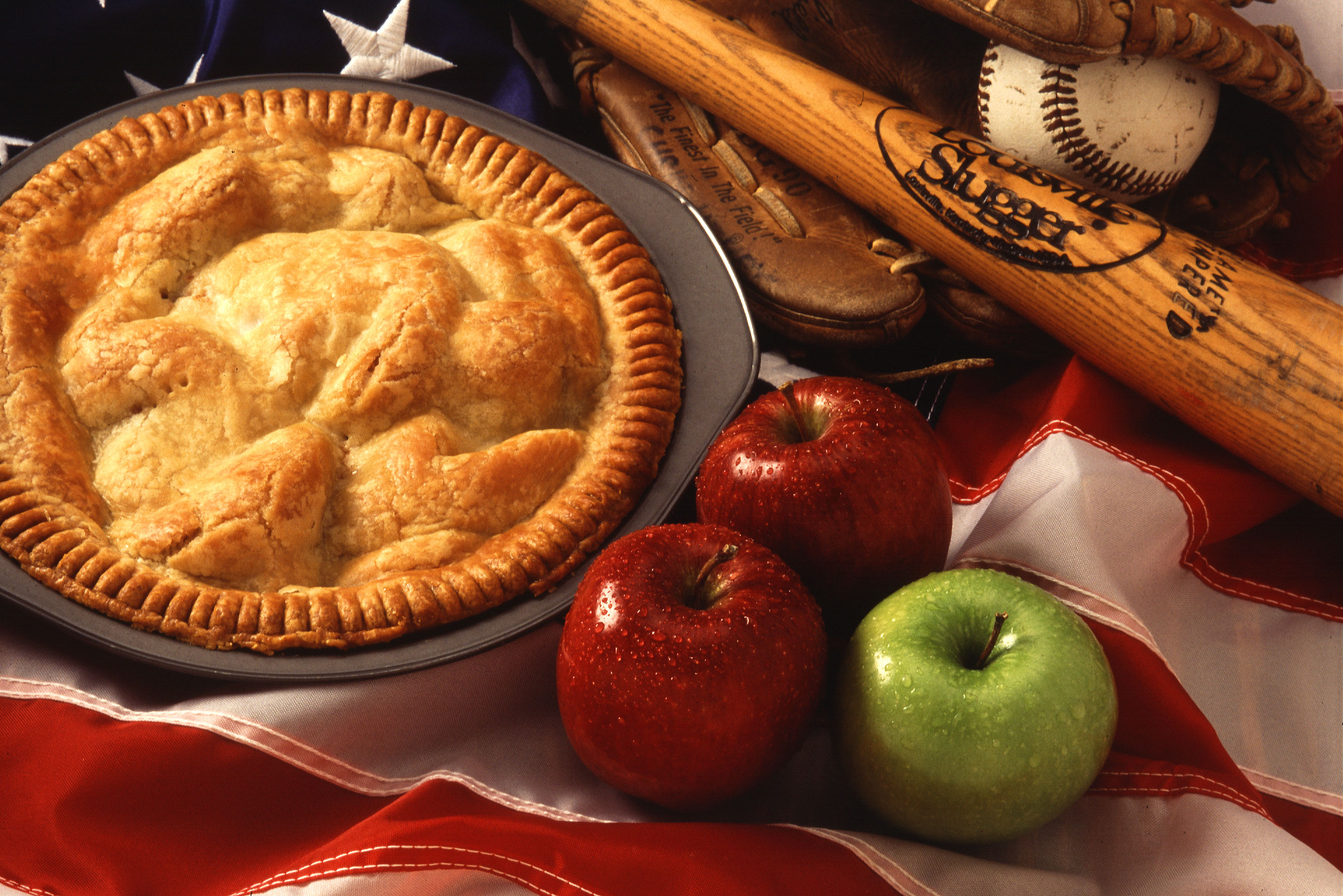
La tarta de manzana es uno de los símbolos de la gastronomía estadounidense.

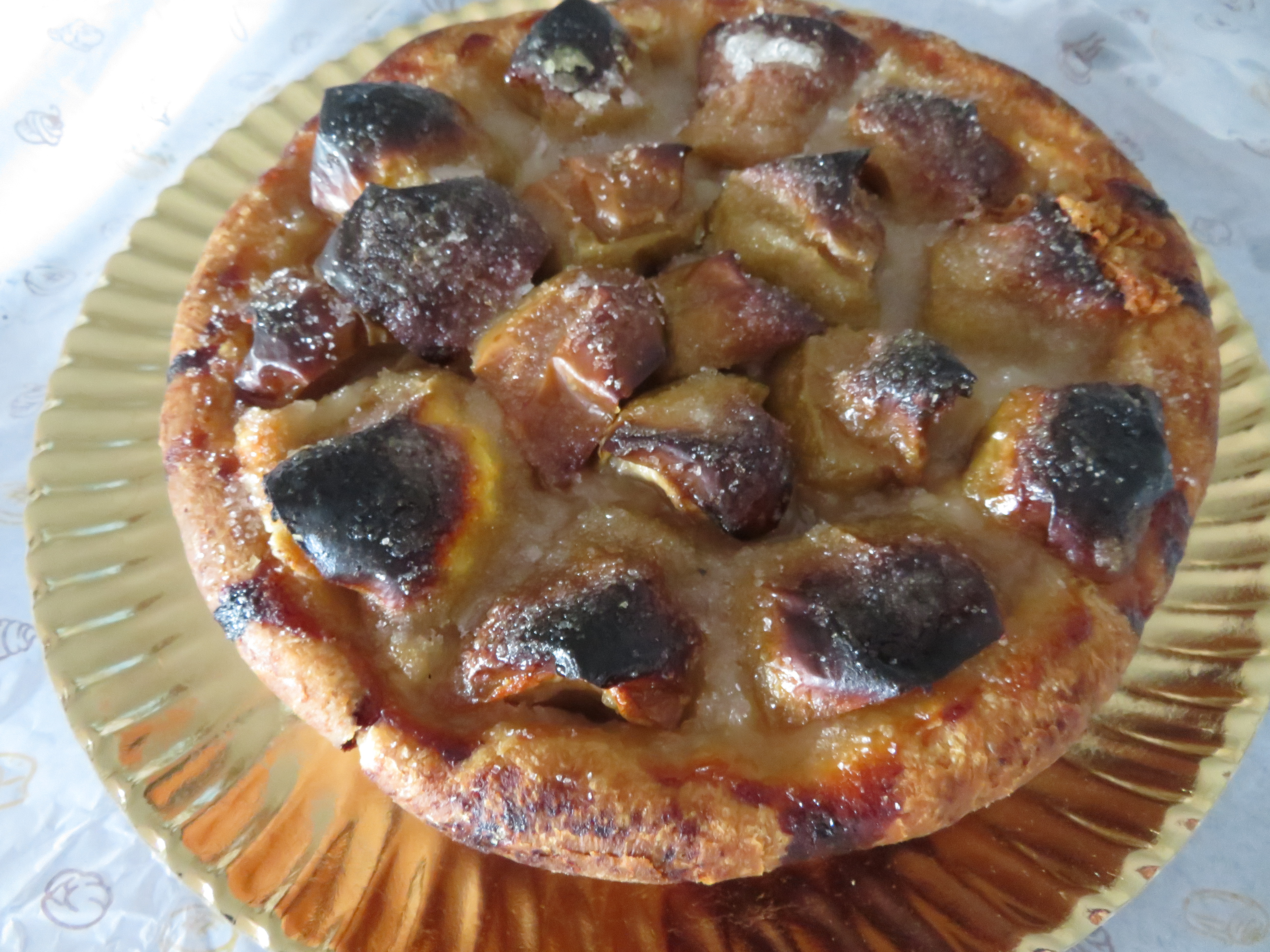
Repostería popular, coca de manzana (Cabanes, España)

Es de suponer que apareció espontáneamente en los países de Europa donde existía una tradición de tartas con relleno y donde se cultivaban manzanas.
- En Inglaterra el libro de cocina The Forme of Cury, editado en torno a 1390 por los cocineros de Ricardo II de Inglaterra, cita una receta de tarta de manzana llamada tartys in applis.[3] Siendo ese rey miembro de la Casa de Plantagenet, las artes culinarias de la corte británica en dicha época eran de tradición anglo-normanda y habían sido traídas de la región donde existía, a diferencia de las islas británicas, una larga tradición gastronómica heredada de la cuenca mediterránea.[4] Según esa receta los ingredientes a colocar en la masa son manzanas, peras, higos y uvas pasas. El relleno se teñía con azafrán y se cubría la tarta con una oblea de masa.

A partir del siglo XVI, se diseminó la receta a lo largo de las colonias inglesas y los colonos británicos, franceses y holandeses la llevaron al otro lado del Atlántico a países como Estados Unidos donde ya en el siglo XVII era ya un postre muy popular. De estas primeras recetas traídas por los colonos a la actual «American apple pie», símbolo nacional, poco se modificaron las variantes existentes a lo largo del territorio.

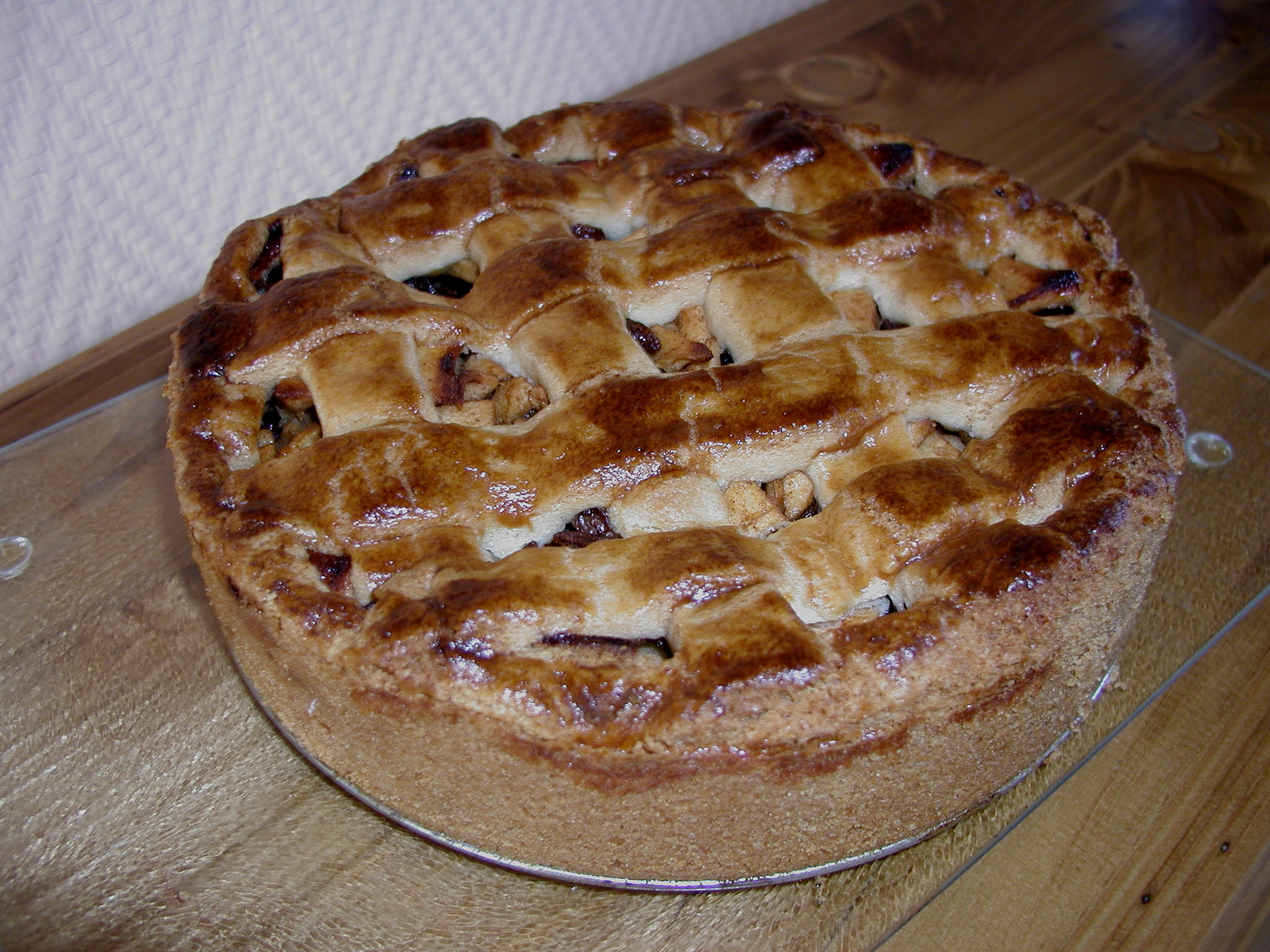
Tarta de manzana holandesa

- En Francia la receta de la tarta de manzana, llamada entonces torta (tourte en francés), aparece en 1651 en el libro El cocinero francés, de François Pierre de la Varenne.[5][6] Las manzanas se cocían previamente con mantequilla. Se perfumaba con «agua de flores» y se espolvoreaba azúcar antes de hornear. La receta indicaba que se podía cubrir la tarta con tiras de masa.

- En los Países Bajos la tarta de manzana (appeltaart en neerlandés) es probablemente igual de antigua y aparece en un óleo de 1626. Tradicionalmente el relleno consta de manzanas y pasas perfumadas con zumo de limón y canela, y la tarta es recubierta con tiras de masa entrecruzadas.

- En Venezuela el pastel de manzana es una especie de strudel de manzana individual que hornean todas las panaderías a diario a la hora del desayuno y la merienda. No llevan canela ni ninguna otra especia, solo manzanas, azúcar y grasa, y como la pasta lleva azúcar, la parte superior generalmente sale del horno con un apetitoso color caramelo.

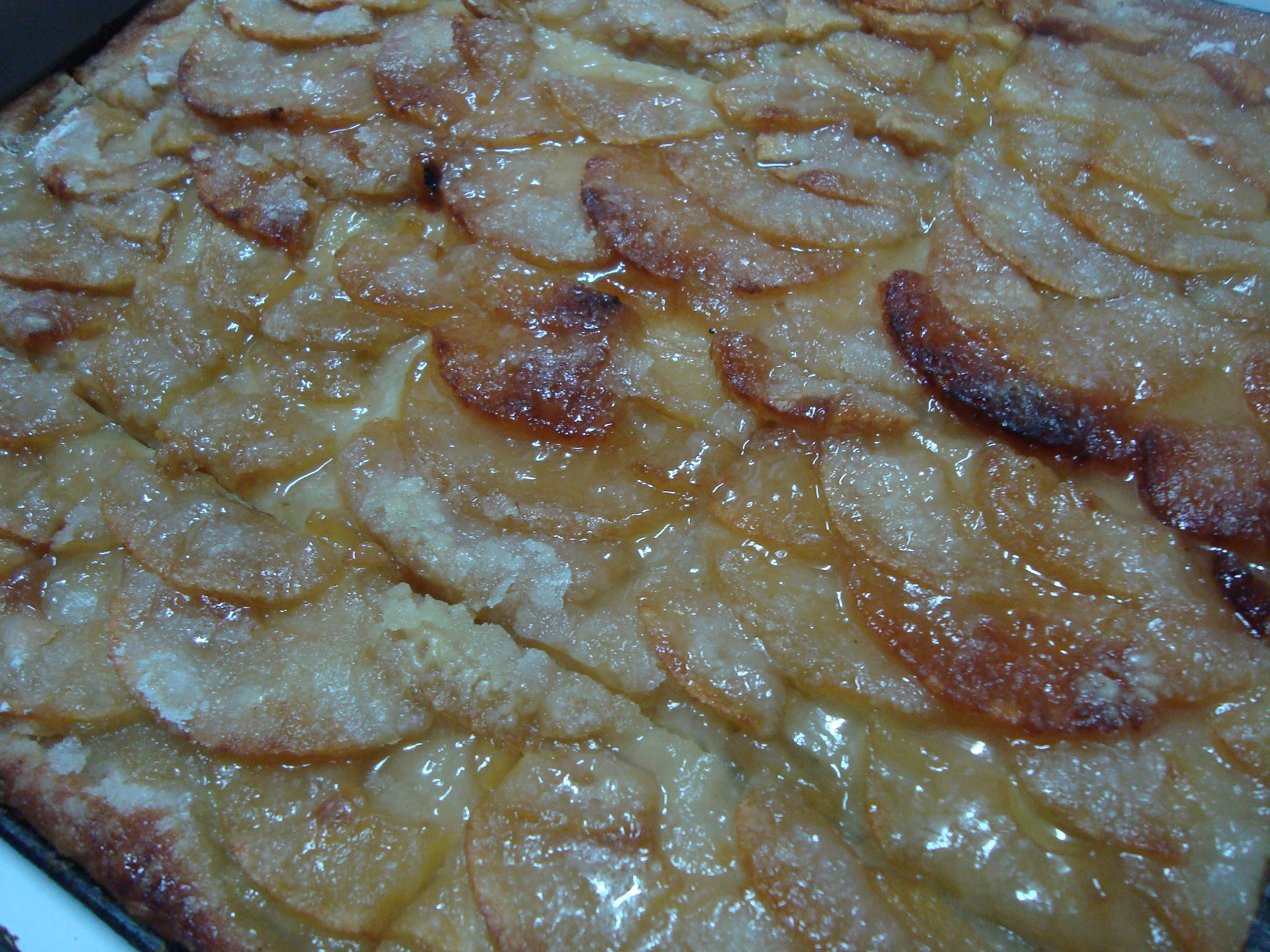
Coca de manzana.